# Una bugia di troppo
Una bugia di troppo (A Thousand Words) è un film del 2012 diretto da Brian Robbins.
Pellicola statunitense dai risvolti fantastici, con protagonista Eddie Murphy, accolta molto male dalla critica.

## Trama
Abituato a raggiungere tutti i suoi obiettivi grazie alla sua vivace parlantina, Jack McCall, agente letterario, trova pane per i suoi denti quando tenta di conquistare il suo prossimo cliente, il Dr. Sinja, un guru spirituale. Dopo questo incontro che sembra volgere per il meglio, spunta con impeto nel cortile di Jack un albero con mille foglie: ogni volta che quest'ultimo pronuncia o scrive una parola, cade una foglia; se gli fa del male, gli si ripercuote addosso. Quando le foglie saranno finite, finirà anche la sua vita. Solo quando dirà, con le ultime tre foglie rimaste, "Io ti perdono", l'albero tornerà al pieno splendore.

## Produzione

### Riprese
Il film è stato girato nel 2008 a Los Angeles, California e sarebbe dovuto uscire nel 2009, ma fu rimandato nella separazione della DreamWorks Pictures e dalla Paramount Pictures e Viacom, mentre le nuove riprese sono state fatte all'inizio del 2011.

## Distribuzione
Il film è uscito nelle sale cinematografiche il 9 marzo 2012. In Italia è stato distribuito da Universal Home Entertainment direttamente in DVD a partire dal 19 settembre.

## Accoglienza

### Incassi
Negli Stati Uniti il film ha incassato complessivamente 18450127 $, con 233 $ nel primo fine settimana mentre l'incasso totale è di 22 milioni di dollari, ma non superò il budget di 40 milioni di dollari.

### Critica
Il film fu stroncato dalla critica. Sull'aggregatore di recensioni Rotten Tomatoes detiene uno 0% di gradimento basato su 54 recensioni professionali, con un voto medio di 3.2/10. Su Metacritic ha un punteggio di 26 su 100, basato sul parere di 18 critici.
La pellicola ricevette tre nomination alla 33ª edizione dei Razzie Awards. Nel dettaglio:
- Peggior film;
- Peggior attore protagonista per Eddie Murphy;
- Peggior sceneggiatura per Steve Koren.